# Michaela Kiersch
Michaela Kiersch (* 1994) ist eine US-amerikanische Kletterin, anerkannt für ihre Outdoorbegehungen im Sportklettern wie auch im Bouldern. Sie erlangte Bekanntheit als erste Frau, der es gelang, die Schwierigkeiten 9a+ (5.15a) und 8C (V15) erfolgreich zu klettern.

## Kindheit
Kiersch wuchs auf in Chicago, Illinois. Mit sieben begann sie in einer Kletterhalle zu klettern. In ihren Anfängen nahm sie sowohl an Klettermeisterschaften als auch an Outdoorklettertrips zu den Red River Gorge teil. Im Alter von 15 Jahren trat sie an internationalen Wettkämpfen an. 2010 belegte sie den 22. Platz im Boulder World Cup und im darauffolgenden Jahr den 18. Platz im Leadklettern.

## Karriere
Kiersch war Mitglied des U.S. Climbing Teams und nahm in den Disziplinen Lead, Speed und Bouldern an Wettbewerben teil. Sie belegte den fünften Platz an der IFSC Climbing World Youth Championships im Jahr 2008 und gewann den Psicobloc Deep Water Solo Wettkampf im Jahr 2016.
2022 verbrachte Kiersch drei Wochen im Bouldergebiet Magic Wood (Ausserferrera, Schweiz), in dem sie 16 Boulderrouten der Schwierigkeit 7C (V10) und aufwärts kletterte. Auf einer sechswöchigen Reise nach Spanien zu Beginn des Jahres 2023 kletterte sie ein 8b+ (5.14a) On Sight, stieg ein 8c (5.14b) Rotpunkt durch und kletterte mit Victima Perfecta ihr zweites 9a+ (5.15a). An der 28. Hueco Tanks Boulder Competition gewann sie die Woman's Open Kategorie mit einer Punktzahl von 7437 Punkten. Ihre Leistung umfasste Aufstiege wie:
- Crown of Aragorn (V13/8B)[9]
- Thrilla in Manila (V12/13)[10]
- Rumble in the Jungle (V12/8A+)
- Phantom Limb (V12/8A+)

## Bemerkenswerte Begehungen
Kiersch hat sowohl beim Sportklettern als auch beim Bouldern mehrere bemerkenswerte Routen geklettert.
Sportklettern:
- Golden Ticket (5.14c/8c+), erste Frauenbegehung
- Necessary Evil (5.14c/8c+), erste Frauenbegehung[11]
- Dreamcatcher (5.14d/9a)[12]
- La Rambla (5.15a/9a+)
- Victima Perfecta (5.15a/9a+)[13]

Bouldern:
- Crown of Aragorn (V13/8B)[14]
- New Baseline (V14/8B+)
- Tigris Sit (V14/8B+)
- Amandla (V14/8B+)
- Dreamtime (V15/8C)[15][16]